# Aquidabã (kommun)
Aquidabã är en kommun i Brasilien.   Den ligger i delstaten Sergipe, i den östra delen av landet, 1 300 km nordost om huvudstaden Brasília. Antalet invånare är 20 066. Arean är 370 kvadratkilometer.
Terrängen i Aquidabã är platt.
Följande samhällen finns i Aquidabã:
- Aquidabã

Omgivningarna runt Aquidabã är huvudsakligen savann. Runt Aquidabã är det ganska glesbefolkat, med 22 invånare per kvadratkilometer.